# Ulrico Hoepli
Ulrico Hoepli, eigentlich: Johann Ulrich Höpli (* 18. Februar 1847 in Tuttwil; † 24. Januar 1935 in Mailand), war ein Schweizer Buchhändler und Verleger, der in Italien tätig war. Er gründete den italienischen Verlag Hoepli Editore.
Verlag und Buchhandlung gehören bis heute seinen Nachfahren; das Unternehmen trägt gegenwärtig den Namen Casa Editrice Libraria Ulrico Hoepli S.p.A.

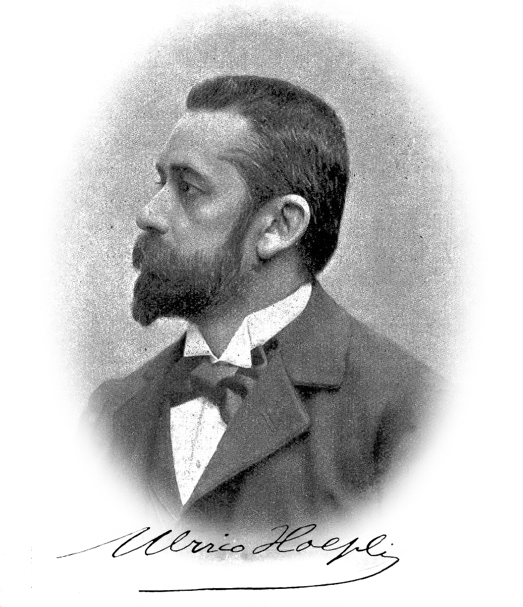
Ulrico Hoepli

## Familie, Ausbildung, Anfänge

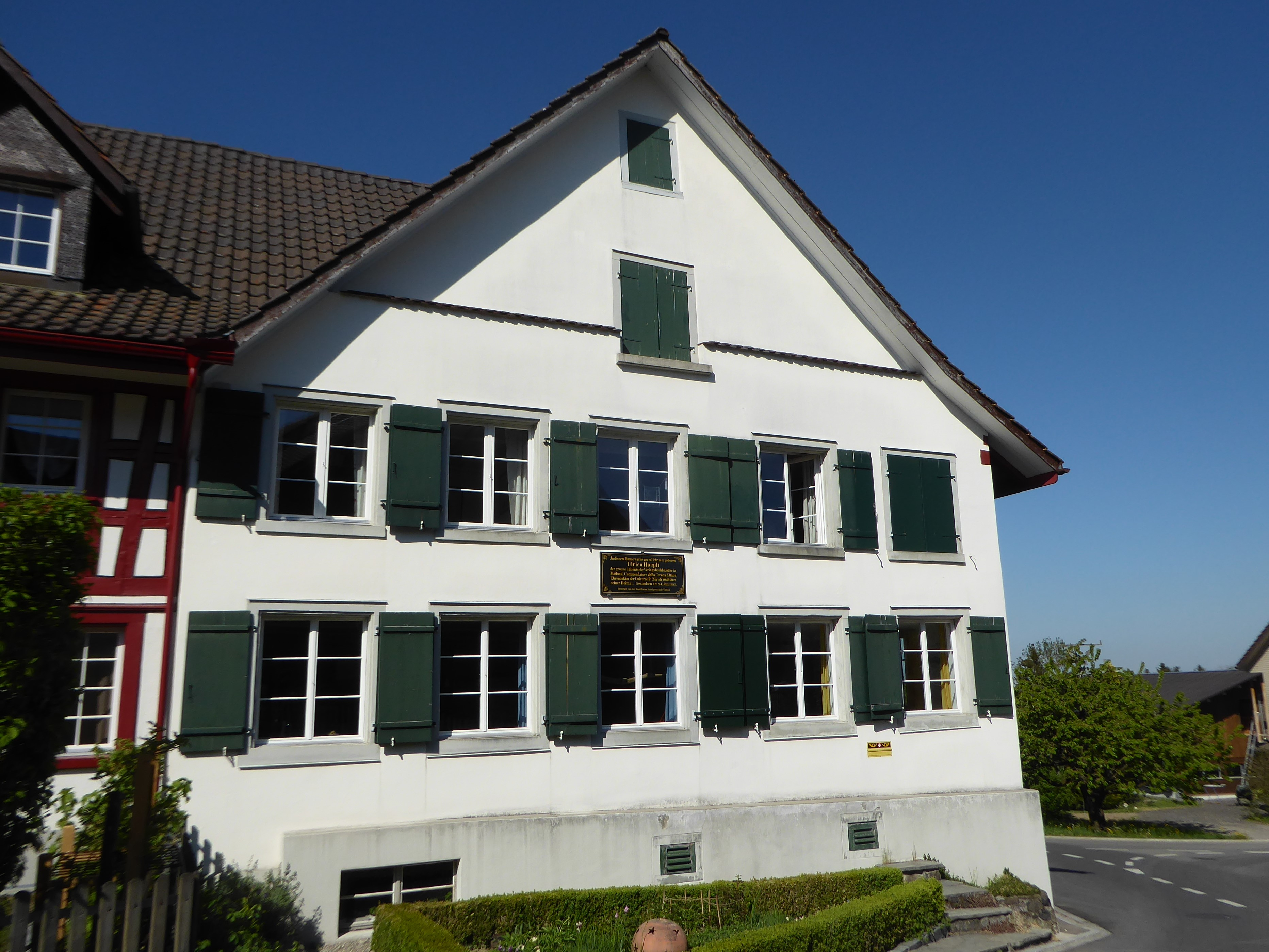
Geburtshaus Johann Ulrich Hoeplis in Untertuttwil

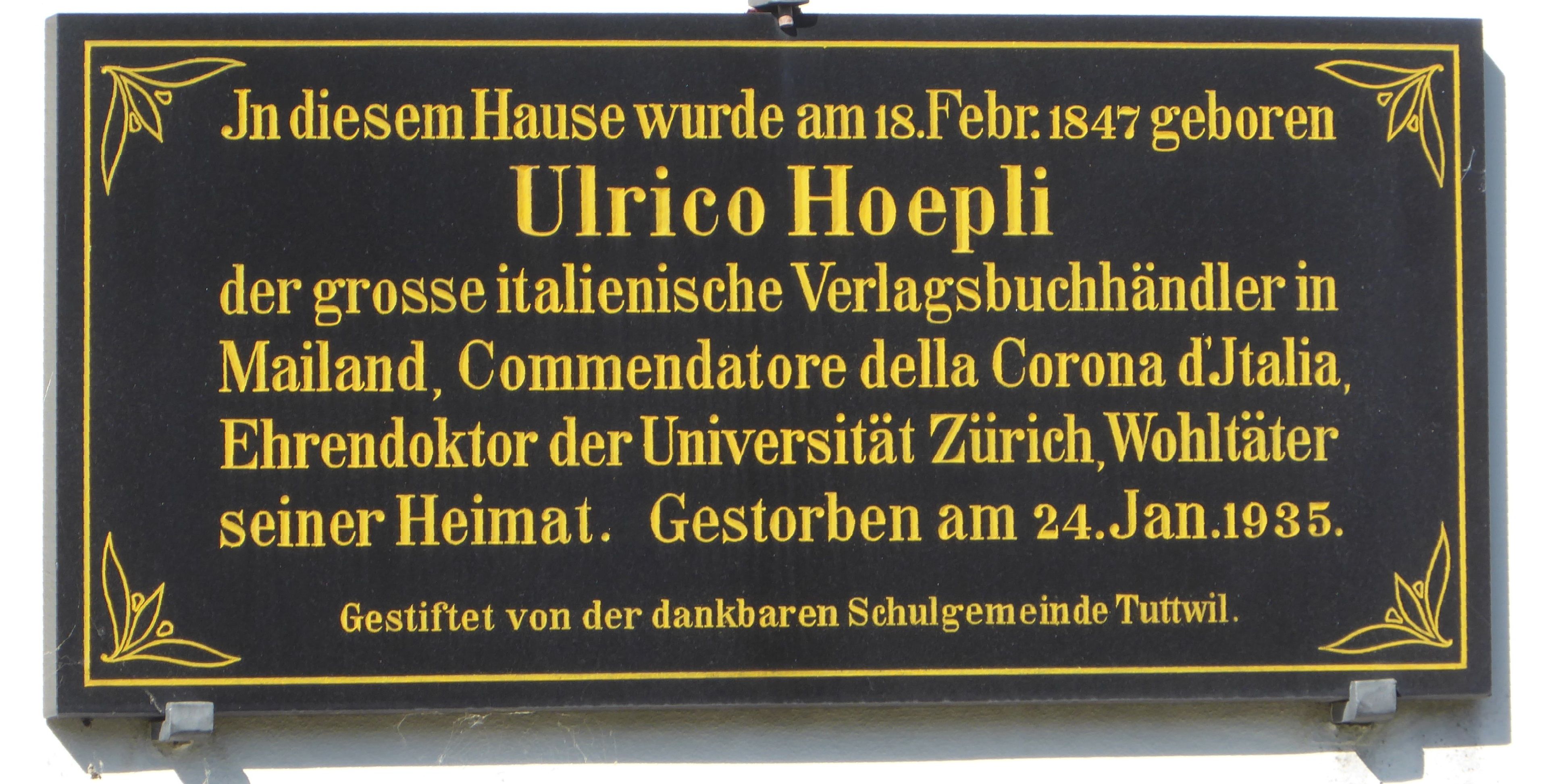
Gedenktschild am Geburtshaus Ulrico Hoeplis

Hoepli war das vierte Kind des Landwirts Mathias Höpli (1804–1869) und der Hutmacherin Regina, geborene Gamper (1804–1897). Seine ältere Schwester Margarethe (1840–?) heiratete den Winterthurer Gymnasiallehrer Ulrich Aeschlimann (1855–1910), für den Hoepli 1911 als Privatdruck eine Gedenkschrift verlegte.
Hoepli erlernte ab 1862 bei Jakob Lukas Schabelitz in Zürich den Beruf eines Buchhändlers. Seine weiteren Lehr- und Wanderjahre führten ihn von Zürich aus über Mainz, Leipzig, Wien, Triest und Breslau nach Mailand, wo er im Dezember 1870 tätig wurde und 1871 eine kleine Buchhandlung mit Buchbinderei erwarb. Diese benannte er nach sich und erweiterte sie bald durch einen eigenen Verlag. Hoepli war überzeugt von der grossen Zukunft des jungen italienischen Königreichs mit seiner Metropole Mailand und wurde selbst zu einem Beispiel des Aufstiegs.

## Werk

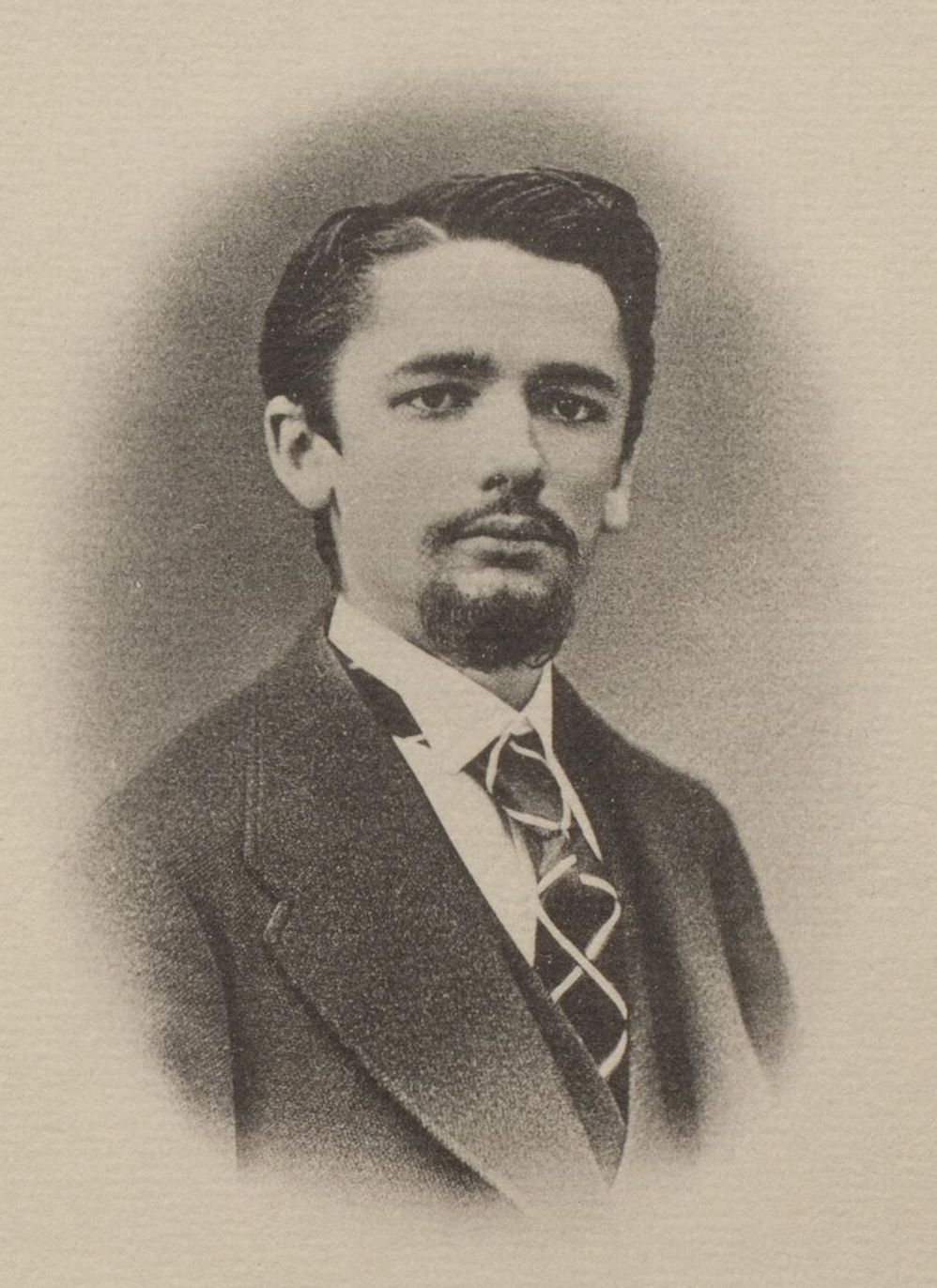
Ulrico Hoepli, 1871 im Alter von 24 Jahren

Eine erste Grundlage von Hoeplis Erfolg waren ab 1875 die Manuali Hoepli, eine Reihe von Handbüchern im immer gleichen Taschenformat, welche von Themen für Industrie und Gewerbe ausgehend alle Gebiete umfassten und bei Hoeplis Tod um die zweitausend Ausgaben erreicht hatten (darin die ab 1896 herausgegebenen Werke zur Paläografie und Chronologie von Adriano Cappelli oder Veröffentlichungen zur Astronomie von Giovanni Schiaparelli). Die Manuali zeichneten sich mit einer «radikalen Nützlichkeit für den Benutzer» aus, der diese Publikationen im Taschenformat (10 × 15 cm) handlich überall hin mitnehmen konnte. Damit haben sie, gemäss Gottlieb F. Höpli, das Rezeptionsverhalten des italienischen Publikums verändert. Sie hatten «beträchtlichen Anteil an der sprachlich-kulturellen Integration eines Landes, an seiner Öffnung hin auf die europäischen Entwicklungen, an der Verbreitung neuer Wissensinhalte, an der Kommunikation zwischen wissenschaftlichen Institutionen, an der Schaffung eines aufgeschlossenen, den neuen Werten des technisch-wissenschaftlichen Zeitalters zugewandten Publikums.» 

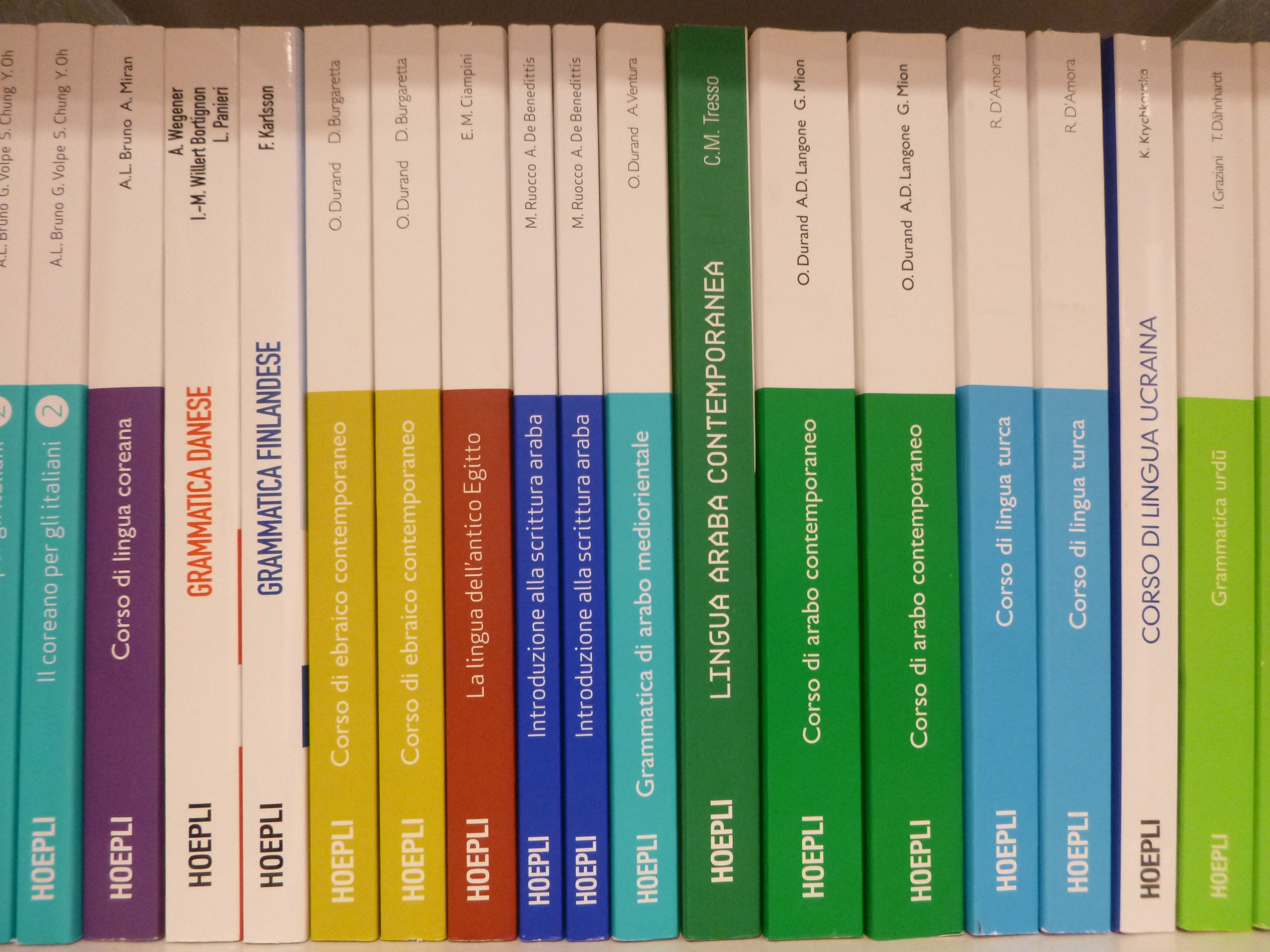
Buchrücken von Hoepli-Sprachlehrmitteln bei Feltrinelli

Zu den lexikalischen Frühwerken gehörte die von Gottardo Garollo herausgegebene Piccola enciclopedia Hoepli in vier Bänden. Hoepli gründete nach den Manuali mehrere weitere einträgliche Reihen, übernahm aber auch viele wissenschaftliche Serien und Monographien, welche wenig kommerziellen Erfolg versprachen. Besonders aufwändig waren die Publikation des ganzen Codex Atlanticus von Leonardo da Vinci in Lichtdruck im Auftrag der Accademia dei Lincei (1894–1904). Zum zweitausendsten Geburtstag Vergils gab er 1930 auf eigene Kosten Petrarcas Virgil-Codex im Faksimile heraus. Die ersten drei Exemplare überreichte er persönlich am selben Tag in Rom dem König, dem Papst und dem italienischen Diktator Benito Mussolini. Als Kenner und Liebhaber des früheren Buchdrucks (im Sinne der Engländer William Morris und Charles Ricketts), forderte er einen solchen auch für seine Publikationen – für seine Ausgabe von Dantes La vita nuova liess er gar eine historisch nachempfundenen Typographie von M. Barbi extra erschaffen. Mit eiserner Disziplin arbeitete Hoepli in seiner Buchhandlung und leitete die Firma bis zu seinem Tod im Jahr 1935 persönlich. Im Alter von 78 Jahren schrieb Ulrico Hoepli 1925 in einem Brief an Bundesrat Heinrich Häberlin: «Inzwischen fahre ich mit ungeschwächter Passion fort, von früh 5 bis abends ½ 8 an meinem literarischen Webstuhl zu arbeiten, solange es die Vorsehung bestimmt hat; denn ich finde, dass ein arbeitsreiches Alter mit Kopfeshelle und reinem Gewissen die schönste Epoche des Lebens ist.»
Als er 1931 nach Zürich ans Sechseläuten eingeladen wurde, liess er sich vom Flugpionier Walter Mittelholzer nach Dübendorf fliegen, damit er durch die Reise nicht mehr als einen Tag verlor.
Ulrico Hoeplis Verlag wurde vielfach ausgezeichnet (allein an der Weltausstellung 1893 in Chicago mit acht Goldmedaillen), er selbst erhielt zahlreiche Ehrungen. Hoepli wurde Verleger des italienischen Königshauses und des Vatikans. Bei den Feierlichkeiten zur Eröffnung des Simplontunnels 1906 wohnte der schweizerische Bundespräsident Ludwig Forrer in seiner Villa, und als eine Ehre galt es damals auch, dass sein Verlag die Scritti e discorsi von Benito Mussolini herausgeben durfte.
Von Anfang an hat Hoepli in seiner Buchhandlung auch antiquarische Bücher angeboten. Beispielsweise erwarb das Berliner Reichspostmuseum in seinem Antiquariat 1894 ein Exemplar der Cosmographia des Claudius Ptolemäus in der besonders wertvollen Ulmer Ausgabe von 1482. In der Zwischenkriegszeit veranstaltete er als einzige italienische Firma Auktionen von internationalem Rang, nicht nur in Mailand, sondern auch in anderen italienischen und ausländischen Städten, am häufigsten in Zürich. Nach glänzenden Erfolgen in den 1920er Jahren, beginnend 1925/1926 mit drei Auktionen aus der Sammlung von Tammaro de Marinis (de Marinis überliess 1924 mit der Schliessung seines Geschäfts an der Piazza Strozzi der gesamte Bestand der Libreria Antiquaria Hoepli), litt dieses Geschäft unter der allgemeinen Wirtschaftsschwäche und lief nach dem Zweiten Weltkrieg aus.

## Stiftung und Mäzenat

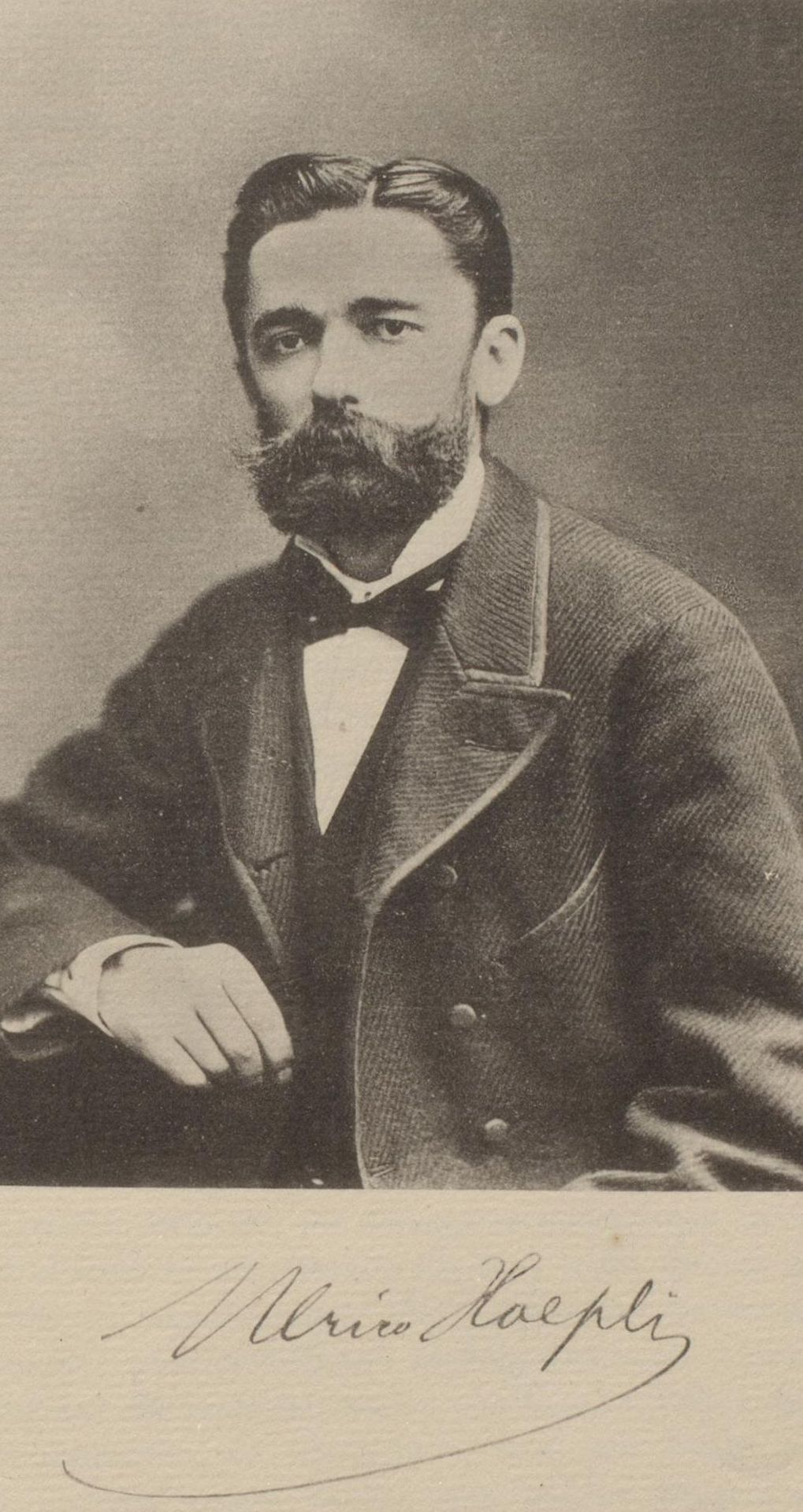
Ulrico Hoepli 1882, im Alter von 35 Jahren

Am 14. März 1872 hatte Ulrico Hoepli in Winterthur Elisa Haeberlin (1849–1927) von Zürich geheiratet. Die Ehe blieb kinderlos. Bereits um die Jahrhundertwende beschäftigte sich Hoepli mit der Idee, eine Stiftung zu gründen. Er errichtete 1911 in der Schweiz die Ulrico-Hoepli-Stiftung, deren Stiftungskapital er 1923/24 massiv erhöhte. Den Zweck der Stiftung – die Unterstützung gemeinnütziger, wissenschaftlicher und künstlerischer Institutionen und Bestrebungen in der Schweiz – liess Hoepli am 8. September 1911 notariell beglaubigen. Er sah in der sozial-caritativen Tätigkeit eine entscheidende Aufgabe seiner Stiftung, wobei er nicht wollte, dass durch Stiftungsbeiträge der Staat von seinen kulturellen Verpflichtungen entbunden wurde. Zudem verfügte Hoepli ausdrücklich, dass der Politik und Religion beim Vergabungsprozess keine Bedeutung zukommen dürfe. In diesem Sinne engagiert sich die Stiftung bis heute für die kulturellen Werte der Schweiz, wobei sie im Rahmen des Stiftungszwecks die Vergabungsgrundsätze über die Jahre jeweils den herrschenden gesellschaftlichen Bedürfnissen anpasste.
Zu seinem Lebenswerk als Verleger und Antiquar hinzu kam Hoeplis mäzenatisches Wirken. 1922 gründete er zum fünfzigjährigen Verlagsjubiläum die Biblioteca Popolare Ulrico Hoepli in Mailand, 1930 machte er den Mailändern mit dem Civico Planetario Ulrico Hoepli ein Millionengeschenk und wenige Monate vor seinem Hinschied schenkte er ihnen eine wertvolle Gemäldesammlung. Auch sonst erfuhren zahlreiche Personen und Vorhaben in Mailand und in seiner alten Heimat seine grosszügige Unterstützung. In die Schweiz liess Ulrico Hoepli nicht nur wiederholt Bücher versenden, er machte auch namhafte Schenkungen: 25'000 Franken für den Bau der geplanten Zentralbibliothek in Zürich 1903; 100'000 Franken für einen Spezial-Pavillon der Psychiatrischen Klinik in Münsterlingen; 50'000 Lire für die Schweizer Schule in Mailand; weitere Geldbeträge u. a. für das Errichten eines Badeplatzes am Bichelsee, das Einrichten einer Zentralheizung in der Kirche in Wängi und der elektrischen Beleuchtung seines Heimatdorfs Tuttwil. Zudem schenkte er der Gemeinde Tuttwil sein Elternhaus.

## Der Hoepli-Verlag unter Ulrico Hoeplis Nachfolgern
In seine Firma holte Hoepli seine Neffen Charles (Carlo) Hoepli (1879–1972), Sohn von Johann Heinrich Hoepli (1845–1940), und Erhard (Erardo) Aeschlimann (1897–1972), Sohn seines Schwagers und Vertrauten Ulrich Aeschlimann. Sie erbten nach seinem Tod das Geschäft und führten es weiter, wobei das Antiquariat besonders aufblühte. Der Verlag hatte 1942 bereits über 5000 Titel im Programm. Bis 1935 waren es 7000 Werke, womit der Verlag selbst im internationalen Vergleich eine Spitzenposition einnahm. Das Verlagsgebäude und auch das Geschäftsarchiv wurde 1943 bei der Bombardierung Mailands zerstört, nur 82 Titel blieben lieferbar. Nach dem Neuaufbau ab 1945 erschien 1955 ein Lexikon in sechs Bänden, die Enciclopedia Hoepli.
Heute werden der Verlag und die Buchhandlung Libreria Internazionale Hoepli, die gemeinsam das Unternehmen Casa Editrice Libraria Ulrico Hoepli S.p.A. bilden, in fünfter Generation von Giovanni Ulrico Hoepli (* 1966), Matteo Hoepli ( 1968) und Barbara Hoepli (* 1971) geführt; Präsidentin des Verwaltungsrats ist Barbara Hoepli. Der Sitz befindet sich an der Via Hoepli 5 in Mailand. Der Verlag gibt gegenwärtig (2020) jährlich rund 300 neue Bücher heraus. Wie schon im 19. Jahrhundert sind die auf unterschiedlichste Berufe ausgerichteten Lehrbücher (manuali) ein wesentlicher Bestandteil des Verlagsgeschäfts. Daneben gibt das Verlagshaus Lehrbücher für Schüler und Gymnasiasten heraus und hat sich eine Reihe von Spezialitäten erschlossen – eine dieser Nischen sind Sprachen.

## Ehrungen
- 1877 Cavaliere (1882 Commendatore, 1922 Cavaliere di Gran Croce, decorato del Gran Cordone) dell’Ordine della Corona d’Italia.
- 1888 Cavaliere (1890 Ufficiale, 1894 Commendatore) dell’Ordine dei Santi Maurizio e Lazzaro.
- 1901 Ehrendoktor der Universität Zürich.
- 1907 Grande Ufficiale della Corona d’Italia.
- 1913 goldene Medaille des Municipio di Milano
- 1930 goldene Medaille der Stadt Mailand

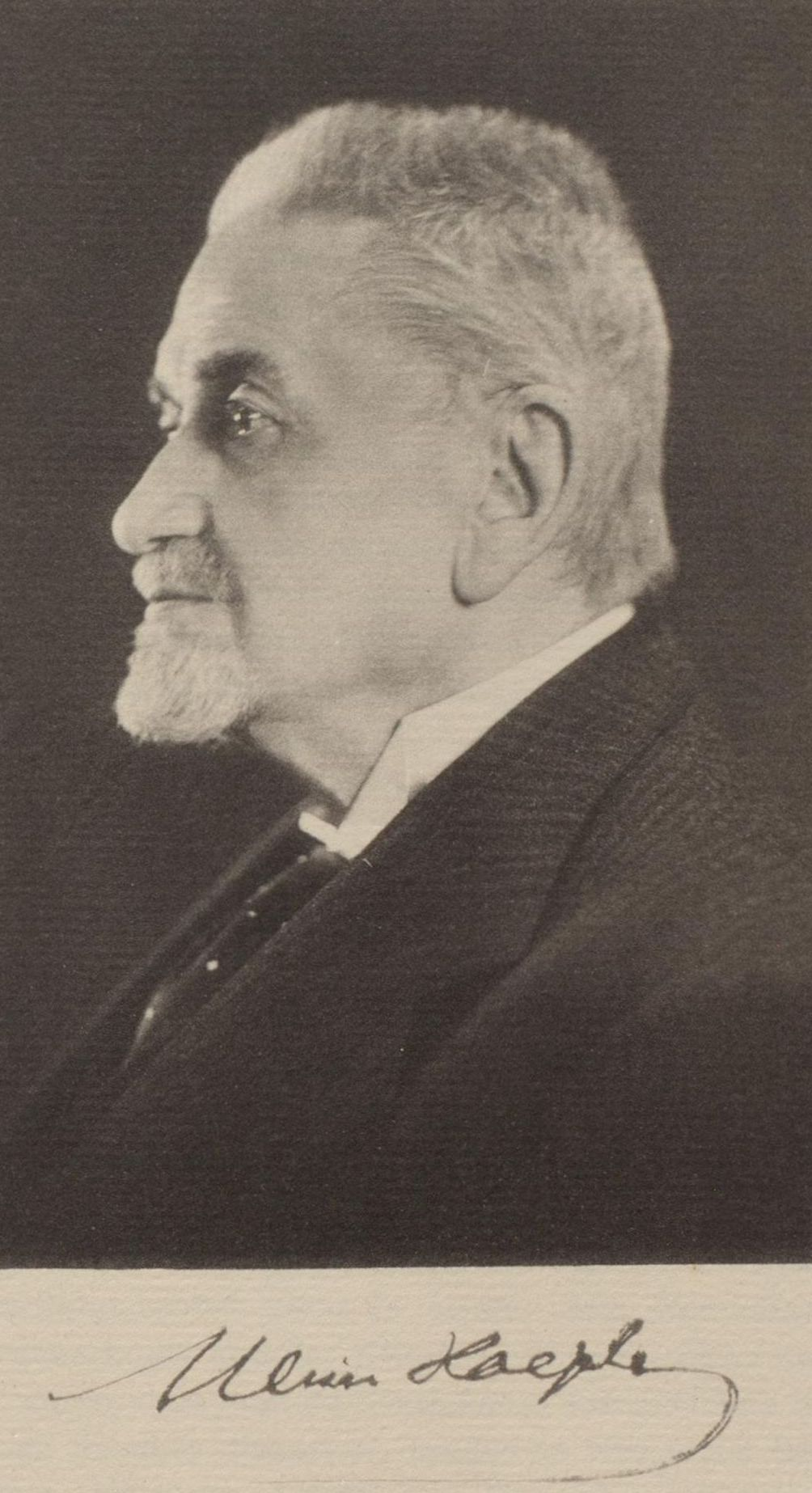
Ulrico Hoepli 1935, im Alter von 88 Jahren

- Ulrico Hoepli 1935, im Alter von 88 Jahren1935 Ernennung zum Ehrenbürger von Mailand anlässlich seines 88. Geburtstags am 18. Februar, den Ulrico Hoepli indes nicht mehr erlebte, womit ihm diese Ehrung posthum zukam
- Der Asteroid (8111) Hoepli ist nach ihm benannt.[21]

## Herausgegebene Werke
- Il codice atlantico di Leonardo da Vinci nella Biblioteca Ambrosiana di Milano. Riprodotto e pubblicato dalla Regia Accademia dei Lincei sotto gli auspici e col sussidio del Re e del Governo. Hoepli, Mailand 1894–1904.